# Кубок Данії з футболу 2014—2015
Кубок Данії з футболу 2014–2015 — 61-й розіграш кубкового футбольного турніру в Данії. Титул вшосте здобув Копенгаген.

## Календар
| Раунд        | Дата                         | Матчі | Клуби    |
| ------------ | ---------------------------- | ----- | -------- |
| Перший раунд | 2-28 серпня 2014             | 48    | 108 → 60 |
| Другий раунд | 27 серпня - 30 вересня 2014  | 28    | 60 → 32  |
| Третій раунд | 28-30 жовтня 2014            | 16    | 32 → 16  |
| 1/8 фіналу   | 16 листопада - 4 грудня 2014 | 8     | 16 → 8   |
| Чвертьфінали | 4-5 березня 2015             | 4     | 8 → 4    |
| Півфінали    | 15/29 - 16/30 квітня 2015    | 4     | 4 → 2    |
| Фінал        | 14 травня 2015               | 1     | 2 → 1    |

## Третій раунд
| Команда 1                | Рахунок      | Команда 2            |
| ------------------------ | ------------ | -------------------- |
| 28 жовтня 2014           |              |                      |
| Яммербугт (3)            | 0:2          | Бреншей (2)          |
| Сьоллерод-Ведбек (3)     | 0:3          | Сківе (2)            |
| Бокдклуббен Рьодовре (5) | 0:4          | Сількеборг           |
| Орхус Фремад (4)         | 1:5          | Мідтьюлланн          |
| Орхус (2)                | 1:1 пен. 4:5 | Сеннер'юск           |
| 29 жовтня 2014           |              |                      |
| Греве Фотбольд (4)       | 1:0          | Болдклуббен 1893 (3) |
| Свендборг (3)            | 2:3          | Вестшелланн          |
| ІК Сковбаккен (3)        | 4:2          | Болдклуббен 1908 (3) |
| Геллеруп ІК (3)          | 1:5          | Оддер ІГФ (3)        |
| Горсенс (2)              | 0:7          | Есб'єрг              |
| ГБ Кеге (2)              | 2:1          | Академіск БК (2)     |
| Егедаль (4)              | 2:3          | Варде ІФ (3)         |
| Люнгбю (2)               | 0:2          | Раннерс              |
| Фремад Амагер (3)        | 1:3          | Брондбю              |
| 30 жовтня 2014           |              |                      |
| Вайле Болдклуб (2)       | 0:1 дч       | Ольборг              |
| Роскілле (2)             | 2:3          | Копенгаген           |

## 1/8 фіналу
| Команда 1          | Рахунок | Команда 2   |
| ------------------ | ------- | ----------- |
| 16 листопада 2014  |         |             |
| ГБ Кеге (2)        | 0:3     | Вестшелланн |
| 19 листопада 2014  |         |             |
| Оддер ІГФ (3)      | 2:4     | Ольборг     |
| 26 листопада 2014  |         |             |
| Раннерс            | 1:0 дч  | Сількеборг  |
| 29 листопада 2014  |         |             |
| Бреншей (2)        | 1:0     | Сківе (2)   |
| 1 грудня 2014      |         |             |
| Варде ІФ (3)       | 0:3     | Сеннер'юск  |
| 3 грудня 2014      |         |             |
| ІК Сковбаккен (3)  | 1:2 дч  | Брондбю     |
| 4 грудня 2014      |         |             |
| Греве Фотбольд (4) | 0:3     | Копенгаген  |
| Есб'єрг            | 3:0     | Мідтьюлланн |

## 1/4 фіналу
| Команда 1      | Рахунок         | Команда 2   |
| -------------- | --------------- | ----------- |
| 4 березня 2015 |                 |             |
| Сеннер'юск     | 4:2 дч          | Брондбю     |
| Бреншей (2)    | 1:2             | Вестшелланн |
| 5 березня 2015 |                 |             |
| Копенгаген     | 0:0 дч пен. 5:4 | Раннерс     |
| Есб'єрг        | 4:2             | Ольборг     |

## Півфінали
| Команда 1         | Заг. | Команда 2  | 1-й матч | 2-й матч |
| ----------------- | ---- | ---------- | -------- | -------- |
| 15/29 квітня 2015 |      |            |          |          |
| Вестшелланн       | 2:1  | Сеннер'юск | 2:0      | 0:1      |
| 16/30 квітня 2015 |      |            |          |          |
| Копенгаген        | 2:1  | Есб'єрг    | 1:1      | 1-0      |

## Фінал
| 14 травня 2015 16:00 (CET) |

| Вестшелланн                | 2:3 дч   | Копенгаген                                 |
| -------------------------- | -------- | ------------------------------------------ |
| Велліос 31' Д.Соренсен 88' | Протокол | Нільссон 46' Сігурдарсон 54' Б.Ольсен 102' |

| Паркен, Копенгаген Глядачів: 24 095 Арбітр: Денніс Могенсен |